# Lenguas criollas de base francesa
Los criollos de base francesa son un conjunto de lenguas criollas, con un origen derivado del léxico francés. Se formaron a partir del siglo XVII, en tiempos del Imperio colonial francés. Uno de los grupos de lenguas criollas de base francesa más hablados son los criollos franceses de América.
Estos no deben confundirse con las variantes regionales del idioma francés, habladas fuera de Francia, por ejemplo en: Canadá (en las provincias de Quebec, Terranova y Labrador, Nuevo Brunswick y Manitoba), Bélgica (en la región capital Bruselas y Valonia), Suiza (región de Romandía), Estados Unidos (Luisiana, Maine, Nuevo Hampshire y Vermont) y en África (Occidental, Central, Oriental y Magreb).

## Clasificación de Criollos de base francesa
La Clasificación de los criollos franceses siguen criterios principalmente geográficos.
- Criollos franceses de América
  - Con  Ape  como una marca de aspecto progresivo
    - criollo francés de Luisiana
    - Criollo haitiano (También llamado Kreyól Ayisyen)

  - Con ka como una marca de aspecto progresivo
    - Criollo antillano
      - Criollo de Guadalupe
      - Criollo de Dominica
      - Criollo francés de Granada
      - Criollo de las Islas de los Santos
      - Criollo de Martinica
      - Criollo francés de Santa Lucía (También llamado Kwéyòl)
      - Criollo francés de Trinidad y Tobago
      - Criollo francés de Venezuela

    - Criollo de Guayana Francesa
    - Lanc-patuá (hablado en el estado brasilero de Amapá)
- Criollos franceses del Océano Índico
  - Criollo bourbonnais
    - Criollo de Agalega
    - Criollo chagosiano
    - Criollo mauriciano
    - Criollo de Reunión
    - Criollo de Rodrigues
    - Criollo seychelense
- Criollos franceses del Océano Pacífico
  - Idioma tayo (hablado en Nueva Caledonia)
- Criollos franceses de Asia
  - Tây Bồi
- Criollos franceses de África
  - Camfranglais